# Pieśń duchowa
Pieśń duchowa – ostatnie z czterech wielkich dzieł św. Jana od Krzyża, Doktora Kościoła i mistyka. Napisana została w 1584 roku, w 1622 roku opublikowano w Paryżu jej francuskie tłumaczenie. Książka opisuje historię miłości duszy i Boga. Podobnie jak w pozostałych ważnych pracach św. Jana tekst przybiera charakter interpretacji własnego wiersza o tym samym tytule. Różnica jest taka, że poemat Pieśń duchowa jest dłuższy (39 strof), a autor w większym stopniu skupia się na jego interpretacji, zamiast traktować go głównie jako pretekst do szerszych rozważań.
Pieśń duchowa jest częściowo zainspirowana biblijną Pieśnią nad pieśniami.

## Treść
Pieśń duchową można podzielić na następujące części tematyczne:
- poszukiwanie Umiłowanego-Oblubieńca z tęsknotą w sercu (strofy 1-12)
- radosne spotkanie (13-15)
- przeszkody i opóźnienia w całkowitym oddaniu się Oblubieńcowi (16-21)
- pełne zjednoczenie protagonistów (22-23)
- pieśń triumfalna Oblubienicy z powodu nowej sytuacji (24-30)
- zestawienie porównawcze czasu obecnego z minionym (31-35)
- radość zjednoczenia i tęsknota za chwała ostateczną (36-40)[1]